# Gonepteryx maderensis
Gonepteryx maderensis é uma espécie de insetos lepidópteros, mais especificamente de borboletas pertencente à família Pieridae.
A autoridade científica da espécie é Felder, tendo sido descrita no ano de 1862.
Trata-se de uma espécie presente no território português.